# Сахль ибн Фадль ат-Тустари
Абу́-ль-Фадль Сахль ибн Фадль ат-Тустари́ (ад-Дустари, ивр. Джашар бен Хесед бен Джашар) — караимский учёный и экзегет из знаменитой семьи Тустари.

## Биография
Он приехал из Тустара (Шуштар) в Персию и к концу одиннадцатого века поселился в Иерусалиме, где вскоре вступил в конфликт с Иешуа бен Иудой, главой караимской общины. Сахль был одним из последних известных караимских учёных, живущих в Иерусалиме. Его сын был взят в плен крестоносцами в 1099 году.
Составляя все свои работы на арабском языке, он писал многочисленные комментарии, однако ничего не сохранилось, кроме фрагментов его комментариев к Пятикнижию, озаглавленному Китаб аль-Ишара фи Усуль ат-Тавхид ва-ль-‘Адль («Руководство по вопросам Единобожия и справедливости»), а также его трактаты о метафизике Аристотеля и кровосмешении. Его другие работы известны только по названиям. Ибн аль-Хити приписывает Сахлю работу над догматическим богословием (калам) под названием Китаб ат-Талвих фи ‘Ильм аль-Калам фи Альфазихим ва-Барахинихим («Книга, проливающая свет на вопросы науки калама в отношении их терминов и аргументов»), полемическая композиция под названием ар-Радд аля аль-Файюми («Опровержение аль-Файюми»), работа о равноденствии под названием И‘тидаль («Эквализация») и многие вводные работы по праву (аль-фикх аль-маджаль).